# Рогань (станція)
Рогань — проміжна залізнична станція Харківської дирекції Південної залізниці на двоколійній електрифікованій лінії Харків — Зелений Колодязь між зупинним пунктом П'ятихатки та роз'їздом Світанок. Розташована у південно-східній частині міста Харків, в Індустріальному районі.

## Пасажирське сполучення
До 24 лютого 2022 року на станції Рогань зупинялися приміські поїзди сполученням:
- Лосєве — Гракове;
- Гракове — Лосєве;
- Лосєве — Занки;
- Занки — Лосєве.

Поруч зі станцією знаходиться кінцева зупинка тролейбусного маршруту № 59, що прямує до центру Харкова.